# Комкаст-центр (Филадельфия)
Комкаст-центр (англ. Comcast Center) — небоскрёб в Филадельфии, 2-й по высоте в городе, 23-й по высоте в США. Высота 58-этажного здания — 296,7 метров. В 2004 году Либерти Проперти Траст и медиакомпания Комкаст договорились о строительстве 58-этажного здания, которое стало головным офисом компании. Здание было спроектировано архитектурной фирмой Robert A.M. Stern Architects и стоило $540 миллионов. Строительство было завершено в 2008 году. Изначально небоскрёб назывался Уан Пенсильвания Плаза.
Комкаст-центр находится в деловом районе Филадельфии рядом с самым высоким зданием в городе — «Технологический центр Комкаст» (Comcast Technology Center).